# Phare de Pointe-à-la-Renommée
Le phare de Pointe-à-la-Renommée est situé au Québec, région de la Gaspésie au bord du fleuve Saint-Laurent, près de l'Anse-à-Valleau.

## Situation terrestre et maritime
Situé au nord de la Gaspésie, à l'ouest de l'Anse-à-Valleau, le phare est établi, à environ 20 mètres d'altitude, sur une pointe rocheuse, dénommée « pointe à la Renommée », qui domine le fleuve Saint-Laurent, au sud de l'île d'Anticosti. Cette branche du fleuve appelée détroit d'Honguedo rejoint le golfe du Saint-Laurent qui communique avec l'océan Atlantique.

## Histoire

### Toponymie
L'origine du toponyme « Pointe à la Renommée » n'est pas véritablement connue, deux hypothèses plausibles sont notamment retenues. La première retient comme origine le naufrage du vaisseau La Renommée, de La Rochelle, qui s'est échoué en 1736 sur la côte de l'île d'Anticosti. La deuxième retient l'histoire de naufragés, qui ayant réussi à rejoindre cette pointe, inaccessible à l'époque par la terre, y ont souffert de la faim. Les locaux l'auraient alors dénommée « pointe de la faim » traduit par les anglophones en « Fame Point ». Plus tard, les Gaspésiens francophones auraient repris ce nom en traduisant « Fame par Renommée » ce qui aurait abouti à la dénomination « Pointe à la Renommée ».

### Premier phare (1880-1907)
À la création de la Confédération canadienne, en 1867, le Saint-Laurent possède déjà une première génération de phares mais cela ne suffit pas face à l'augmentation du nombre de navires qui empruntent le fleuve. Confronté au problème des nombreux naufrages le gouvernement canadien entreprend un programme de construction de phares construits en bois pour en limiter le coût de construction. Les tours ont une forme carrée ou octogonale et également certaines sont intégrées dans la toiture de la maison du gardien toujours pour des raisons d'économies. Entre le phare de Cap-des-Rosiers, créé en 1858 (ouvrage de la première génération avec une tour en pierre), et le phare du Cap-de-la-Madeleine, créé en 1876, il reste un espace non protégé sur le bord du détroit d'Honguedo. Dans cet intervalle, c'est le site de la pointe de la Renommée qui est choisi pour créer un nouveau phare,.
Le parlement canadien attribue la somme de 4 000 $ pour sa réalisation et confie le chantier à l'entreprise ontarienne de M. R. Cameron. Le plan de ce bâtiment construit en bois est celui d'une « maison-phare », la tour étant intégrée et située au-dessus de la maison du gardien. c'est une tour de base carrée avec des plans inclinés. Le sommet de la lanterne est situé à 15,2 mètres au-dessus du niveau au sol de l'ouvrage. La lumière est assurée par des bruleurs à mèche utilisant du pétrole blanc raffiné, elle est amplifiée par des réflecteurs paraboliques en cuivre argenté. Le feu visible à 33 kilomètres est caractérisé par une lumière blanche avec un éclat rouge toutes les vingt secondes. Pour sa reconnaissance, la tour est peinte en blanc avec large bande horizontale noire.
Le site dispose également d'un sémaphore et d'un poste de télégraphe électrique relié par câble à Québec sur le site de la Great North Western Telegraph Co. Cela permet de recevoir les informations générales sur la météo et les difficultés éventuelles comme les glaces, et d'en informer les navires de passage par les signaux optiques (pavillons) du sémaphore.

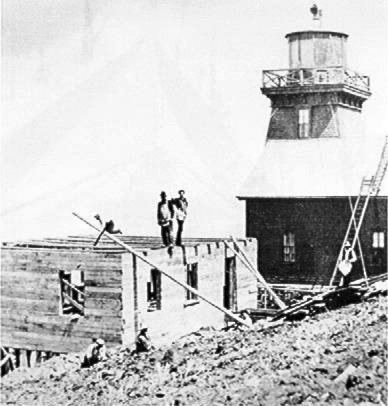
Le premier phare et la construction de la station de radio en 1904.

Le phare de Pointe-à-la-Renommée est allumé et l'ensemble des installations mises en service le 1er octobre 1880. Son premier gardien est James Ascah (il le restera jusqu'en 1913).
En 1883, un escalier est construit pour permettre le lien avec la mer, il comporte 184 marches.
En 1902, l'équipement est complété avec un système de signaux sonores. C'est le ministère fédéral de la marine et des pêcheries qui fait construire un nouveau bâtiment dans lequel est installée une corne de brume « équipée de quatre mégaphones ». En 1903, la bande de peinture noire est remplacée par de la peinture rouge afin que le phare soit plus facilement identifiable par les navires du fait d'un meilleur contraste avec un arrière-plan composé d'arbres avec leurs feuilles en été et de neige en hiver.
En 1904, un bâtiment dont la base fait 9,1 m sur 6 m est construit par l'ingénieur Joseph Barridon, et son assistant Hugh Lyle, de la Marconi wireless company of Canada, filiale de la Compagnie Marconi. Ils l'équipent avec le système de communication de Guglielmo Marconi, composé d'un émetteur à étincelles, d'une bobine d'induction et d'un détecteur magnétique. Cet ensemble constitue la première station de radiotélégraphie maritime de télégraphie sans fil du Canada. Le 25 juin 1904 les opérateurs de la station Victor Charlie Gulf (VCG), nom indicatif de la station du phare de Pointe-à-la-Renommée, entrent en communication avec le Parisian, un navire qui passe à proximité, pour un échange standard mais néanmoins particulier puisqu'il s'agit du premier message d'une station côtière avec un navire en mer au Canada. Le service fonctionne d'avril à décembre.

### Second phare (1907-1975)

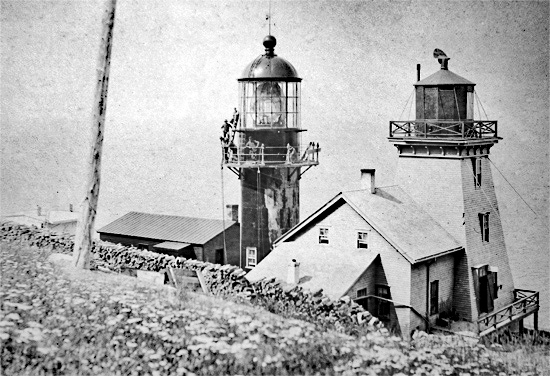
En 1907, le nouveau phare en construction et l'ancien.

Le phare en bois ayant un coût d'entretien important il est décidé de le remplacer par un modèle de construction expérimenté à Terre-Neuve qui offre l'avantage d'être résistant dans le temps et de n'avoir besoin que d'un entretien limité. Constitué d'éléments préfabriqués en fonte, il est également simple à monter et l'ensemble reste dans un budget raisonnable.
L'emplacement choisi est à l'ouest et à côté du premier. Après avoir réalisé les fondations avec la plateforme de support il faut assembler, par boulonnage, les segments de fonte qui forment une tour de 3,6 m de diamètre et 15,5 m de hauteur. Ensuite il est ajouté une passerelle extérieure, la lanterne et une protection en toiture. Le système optique, plus performant que le précédent, est dû à l'entreprise Barbier, Bénard et Turenne (BBT). La lentille de Fresnel a un diamètre intérieur de 1,8 m pour une hauteur de 2,4 m elle peut être visible jusqu'à 160 km en fonction de sa hauteur, sur ce site sa portée est de 80 km, avec un temps favorable, ce qui permet de voir le feu depuis l'île d'Anticosti. Le coût de l'optique est important, 17 000 $, en le comparant au total de celui de l'ensemble du phare qui est de 27 643 $. L'éclairage est réalisé par une lampe à acétylène.
Le 1er octobre 1907 a lieu l'allumage du nouveau phare à la place de l'ancien qui est alors toujours présent à côté.

## Patrimoine maritime

### Abandon du site (1975-1997)
Ce phare autrefois abandonné, avait été relocalisé en 1977 à Québec, sur le site de la Garde côtière canadienne près du Quartier Petit Champlain. Après environ 20 ans dans la ville de Québec et à cause des nombreuses protestations des gens de Pointe-à-la-Renommée, le phare fut rapatrié sur son site original en Gaspésie en 1997.

### Restauration et animation du site (depuis 1997)

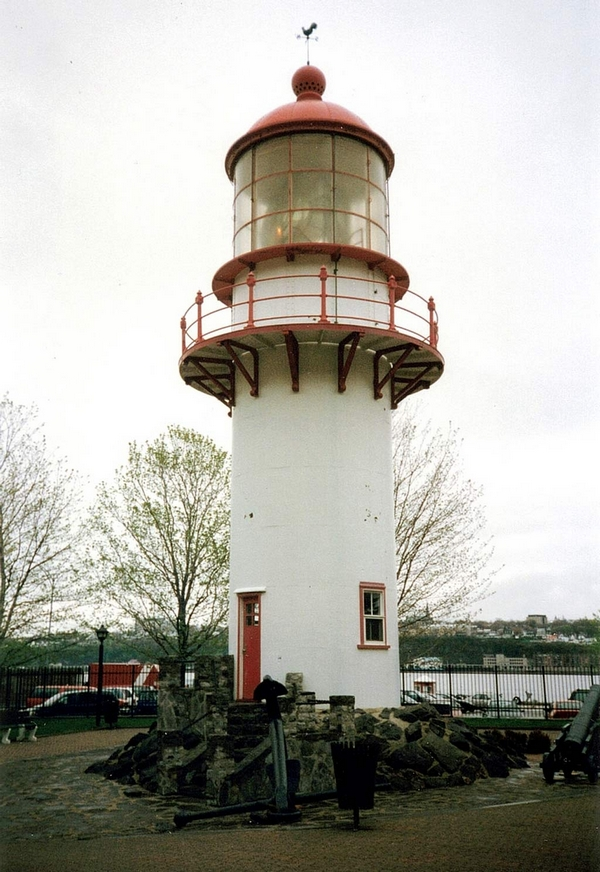
Le phare de Pointe-à-la-Renommée lors de son exil de 20 ans à Québec.
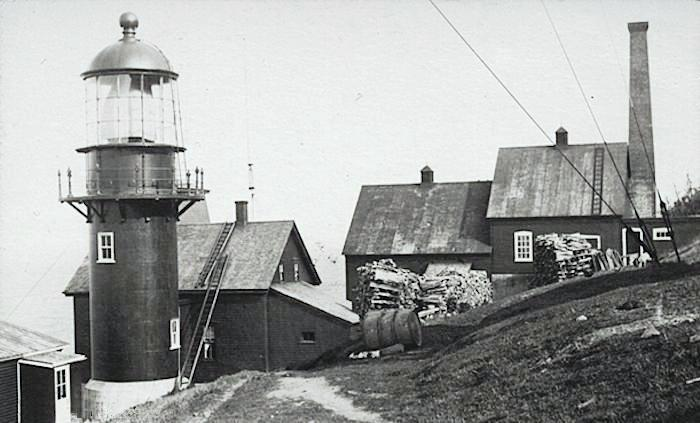
Phare de Pointe-à-la-Renommée, vers 1910.